# Unione Russa di Lettonia
L'Unione Russa di Lettonia (in lettone Latvijas Krievu savienība - LKS; in russo Русский союз Латвии? - РСЛ) è un partito politico lettone a favore dei diritti della minoranza russa.
Inizialmente designato col nome Per i Diritti Umani nella Lettonia Unita (Par cilvēka tiesībām vienotā Latvijā - PCTVL; За права человека в единой Латвии), si costituì nel 1998 come alleanza elettorale, divenendo un vero e proprio soggetto politico nel 2007; ha assunto l'odierna denominazione nel 2014.
In esso sono confluite due diverse formazioni:
- Uguali Diritti (Līdztiesība), fondato nel 1993;
- Libera Scelta nell'Europa dei Popoli (Brīvā izvēle tautu Eiropā), nato nel 2003.

Espressione della minoranza russa, propone, tra l'altro, il riconoscimento della cittadinanza lettone ai non cittadini.

## Storia
La formazione si costituì come alleanza elettorale in vista delle elezioni parlamentari del 1998, raggruppando:
- il Partito dell'Armonia Nazionale (TSP), socialdemocratici;
- il Partito Socialista di Lettonia (LSP), socialisti democratici;
- Uguali Diritti, espressione della minoranza russa;
- il Partito Russo (Krievu partija - KP), anch'esso in rappresentanza della comunità russa.

La lista ottenne il 14,1% dei voti e 16 seggi: 6 furono assegnati ai socialdemocratici, 4 ai socialisti, 5 a Uguali Diritti e 1 a KP.
Alle elezioni parlamentari del 2002 l'alleanza vide aumentare i propri consensi, conquistando il 19% dei voti e 25 seggi: 12 deputati andarono ai socialdemocratici, 5 ai socialisti e 8 a Uguali Diritti; viceversa il Partito Russo, presentatosi autonomamente, si fermò allo 0,5% senza conseguire alcun seggio.
Nel 2003, nondimeno, il Partito Nazionale dell'Armonia e il Partito Socialista di Lettonia decisero di lasciare la coalizione, ma alcuni esponenti di entrambe le formazioni, intendendo proseguire il percorso unitario, fondarono un nuovo movimento, Libera Scelta nell'Europa dei Popoli, alleato con Uguali Diritti.
Nonostante la defezione dei socialdemocratici e dei socialisti, alle elezioni europee del 2004 il PCTVL ottenne il 10,8% dei voti e un seggio, Tatjana Ždanoka; alle elezioni parlamentari del 2006 si fermò invece al 6,0%.
Nel 2007 il PCTLV si trasformò da alleanza elettorale in un vero e proprio partito.
Alle europee del 2009 ottenne il 9,8% dei voti, vedendo così riconfermata l'europarlamentare uscente Tatjana Ždanoka; tra gli altri, fu candidato Giulietto Chiesa, che ricevette oltre 9.000 preferenze.

## Risultati elettorali
| Elezione          | Voti    | %     | Seggi    |
| ----------------- | ------- | ----- | -------- |
| Parlamentari 1998 | 135.700 | 14,20 | 16 / 100 |
| Parlamentari 2002 | 189.088 | 19,09 | 25 / 100 |
| Europee 2004      | 61.401  | 10,75 | 1 / 9    |
| Parlamentari 2006 | 54.684  | 6,03  | 6 / 100  |
| Europee 2009      | 76.436  | 9,84  | 1 / 8    |
| Parlamentari 2010 | 13.845  | 1,43  | 0 / 100  |
| Parlamentari 2011 | 7.109   | 0,78  | 0 / 100  |
| Europee 2014      | 28.303  | 6,43  | 1 / 8    |
| Parlamentari 2014 | 14.390  | 1,59  | 0 / 100  |
| Parlamentari 2018 | 27.014  | 3,20  | 0 / 100  |
| Europee 2019      | 29.546  | 6,28  | 1 / 8    |